# Línea Vicálvaro Clasificación-Bif. Vicálvaro Clasificación
La línea Vicálvaro-Clasificación a Bifurcación Vilcálvaro-Clasificación es un ramal de 2,9 kilómetros de longitud que pertenece a la red ferroviaria española y discurre por la Comunidad Autónoma de Madrid. Se trata de una línea de ancho ibérico (1668 mm), electrificada a 3 KV y de vía única. El cometido principal de este ramal es permitir la conexión de la estación de Vicálvaro-Clasificación con las instalaciones del Puerto seco de Madrid y la línea Madrid-Barcelona.
Siguiendo la catalogación de Adif, es la «línea 948».